# Mike Doyle
Mike Doyle (16 september 1972) is een Amerikaans acteur.
Doyle is vooral bekend van zijn rol als forensisch onderzoeker Ryan O'Halloran in de televisieserie Law & Order: Special Victims Unit. Hij speelde in 53 afleveringen van de serie.
Doyle studeerde van 1994 tot en met 1998 aan de Juilliard School in New York.

## Filmografie

### Films
Uitgezonderd korte films.
- 2024 The Greatest - als Johnny
- 2023 The Kill Room - als Raphael Pronto
- 2022 Pinball: The Man Who Saved the Game - als Jack Haber
- 2017 XX - als Chet
- 2016 Amy Makes Three - als Greg Forrest
- 2016 Max Steel - als Jim McGrath
- 2016 Johnny Frank Garrett's Last Word - als Adam Redman
- 2015 The Advocate - als dr. Royce Andrews
- 2015 The Track - als Tom
- 2015 Nocturna - als Harry Ganet
- 2015 The Invitation - als Tommy
- 2015 Bereave - als Steve
- 2014 You're Not You – als Tom
- 2014 Jersey Boys - als Bob Crewe
- 2012 The Exhibitionists – als George Thornton
- 2012 Gayby – als Scott
- 2011 The Orphan Killer – als Marcus Miller sr.
- 2011 Union Square – als Bill
- 2011 Green Lantern – als Jack Jordan
- 2010 Rabbit Hole – als Craig
- 2009 Taking Chance – als ??
- 2007 P.S. I Love You – als Leprechaun
- 2007 Heavy Petting – als James
- 2006 5up 2down – als Disco Dave
- 2005 29th and Gay – als Andy Griffith
- 2005 Tides of War – als luitenant commendant Tom E. Palatonio
- 2004 Laws of Attraction – als Michael Rawson
- 2003 Rubout – als Brendan
- 2003 Cutter – als Chet Watson
- 2003 The Devil and Daniel Webster – als Luke
- 2000 Russo – als ??
- 1998 Monday After the Miracle – als Peter Fagin
- 1998 Some Girl – als Steven
- 1996 Titanic – als Jamie Perse
- 1996 A Loss of Innocence – als Jens Eriksen
- 1981 Kidô senshi Gandamu – als Engelse stem

### Televisieseries
Uitgezonderd eenmalige gastrollen.
- 2018 - 2023 New Amsterdam - als Martin McIntyre - 29 afl.
- 2020 - 2022 The Accidental Wolf - als Brad - 10 afl.
- 2019 - 2021 City on a Hill - als Josh Goshen - 5 afl.
- 2018 Narcos: Mexico - als Thomas Buehl - 3 afl.
- 2016 - 2017 Odd Mom Out - als Pete - 4 afl.
- 2016 - 2017 Conviction - als Rodney Landon - 2 afl.
- 2017 The Accidental Wolf - als Brad - 5 afl.
- 2014 The Blacklist - als Patrick Chandler - 2 afl.
- 2013 Shameless - als Lanier - 2 afl.
- 2011 – 2012 A Gifted Man – als Victor Lantz – 11 afl.
- 2011 Lights Out – als Dr. Brennan – 3 afl.
- 2011 The Whole Truth – als Michael Dalton – 2 afl.
- 2003 – 2009 Law & Order: Special Victims Unit – als forensisch onderzoeker Ryan O'Halloran – 52 afl.
- 2002 Oz – als Adam guenzel – 4 afl.
- 2000 Sex and the City – als Mark – 2 afl.

- Library of Congress Control Number: no2013003435
- Virtual International Authority File: 295907428
- WorldCat: E39PBJhhkQCkQckfdTFjFjxv73